# Maryna Viazovska
Maryna Sergiivna Viazovska (Oekraïens: Марина Сергіївна Вязовська) (Kiev, 2 december 1984) is een Oekraïens wiskundige, bekend vanwege haar werk aan de dichtst mogelijke stapeling van bollen. De wiskundige term voor een bol is sfeer, en de stapeling staat bekend als sphere packing. Viazovska is hoogleraar getaltheorie aan het wiskunde-instituut van de Technische Universiteit van Lausanne (EPFL) in Zwitserland. In 2022 werd haar de Fieldsmedaille toegekend.

## Jeugd
Maryna Viazovska is geboren en getogen in Kiev. Haar moeder was ingenieur en haar vader werkte als chemicus in de vliegtuigfabriek Antonov en werd later ondernemer. Maryna Viazovska ging naar het Kyiv Natural Science Lyceum 145 (Київський природничо-науковий ліцей № 145), een middelbare school voor hoogbegaafden op het gebied van de bèta-vakken.
Viazovska behaalde haar bachelor wiskunde aan de Nationale Taras Sjevtsjenko-universiteit van Kiev, waarna zij haar master aan de Technische Universiteit Kaiserslautern deed. Vervolgens promoveerde ze in 2013 in de Analytische getaltheorie aan de Rheinische Friedrich-Wilhelms-Universiteit in Bonn bij Don Zagier en Werner Müller op de dissertatie Modular Functions and Special Cycles.

## Loopbaan
Na haar promotie nam haar loopbaan een hoge vlucht. Zij was postdoc-onderzoeker aan de Berlin Mathematical School en aan de Humboldtuniversiteit te Berlijn. Tegelijkertijd was ze Minerva-gastdocent aan de Princeton-universiteit. Sinds januari 2018 is Viazovska hoogleraar Getaltheorie aan de Technische Universiteit van Lausanne.

## Verdienste
In 2016 loste Viazovska het probleem van de dichtste bolstapeling (sphere packing) in een acht-dimensionale ruimte op. Zij toonde aan dat de dichste stapeling wordt verkregen als de bollen geordend worden volgens de Lie-groep {\displaystyle E_{8}}. Het resultaat is een acht-dimensionaal equivalent van het welbekende feit dat je cirkels in twee dimensies volgens zeshoeken moet schikken als je het te gebruiken oppervlak wilt minimaliseren. In samenwerking met anderen leidde haar oplossingsmethode tevens tot een doorbraak voor de 24e dimensie; zij kwamen tot de conclusie dat het Leech-rooster in 24 dimensies de dichtste stapeling oplevert. Voordien kende dit probleem slechts oplossingen voor drie dimensies en minder (zie Vermoeden van Kepler), en gingen de bewijzen gepaard met lange computerberekeningen. Frappant genoeg worden Viazovska's oplossingen door vakgenoten als "onthutsend simpel" beschouwd. In haar bewijs maakte zij gebruik van modulaire vormen.
Naast bovengenoemd werk staat Viazovska ook bekend om haar onderzoek over spherical designs, dat zij samen met Andriy Bondarenko en Danylo Radtsjenko uitvoerde. Zij bewezen het vermoeden van Jaap Korevaar en Jan Meyers ten aanzien van het bestaan van eenvoudige designs in arbitraire dimensies. Bondarenko kreeg hiervoor in 2013 de Vasily A. Popov-prijs voor de benaderingstheorie.

## Eerbetoon
Sinds haar publicatie over sphere packing in acht dimensies uit 2016 heeft Viazovska veel prijzen gewonnen, waaronder de Prix Fermat (2019) en de Fieldsmedaille (2022). Zij is de tweede vrouw — na Maryam Mirzakhani — aan wie de Fieldsmedaille is verleend. In 2021 werd ze verkozen als lid van de Academia Europaea. 
Een overzicht van de belangrijkste aan haar toegekende prijzen en eerbetoningen:
- Salem-prijs (2013)
- Clay Research Award (2017)
- SASTRA Ramanujan Prize (2017)
- European Prize in Combinatorics (2017)
- New Horizons in Mathematics Prize (2018)
- Ruth Lyttle Satter Prize in Mathematics (2019)
- Prix Fermat (2019)
- Nationale Latsis-prijs (2020)
- EMS-prijs (2020)
- Fieldsmedaille (2022)
- Orde van Verdienste van Oekraïne, 1e klas (2022)
- BBC 100 women (2022)

- DBLP: 53/3703
- Gemeinsame Normdatei: 1046435000
- Mathematics Genealogy Project: 201884
- Semantic Scholar: 2746455
- Virtual International Authority File: 306266369
- WorldCat: E39PBJcGpHwKcF6xRQDPqCDQbd